# Dat
Dat — инструмент распространения данных с функцией контроля версий для отслеживания изменений и публикации наборов данных.
В основном используется учеными для обмена данными, но его можно использовать для отслеживания изменений в любом наборе данных. Фактически является разновидностью системы хранения данных с адресацией по содержанию.
Как распределенная система управления версиями Dat обеспечивает скорость, простоту, безопасность и поддержку распределенных, нелинейных рабочих процессов.. 
Dat был создан Максом Огденом (Max Ogden) в 2013 году для работы с данными при внесении в них изменений.
Для распространения папки, она должна быть включена в Dat. В этом случае в ней создается служебная папка .dat, где система хранит метаданные о файлах папки и отслеживает изменения.
Благодаря встроенному механизму отслеживания версий, Dat может синхронизировать папку в любое время, а также после длительного отсутствия связи. 